# Murein-Lipoprotein
Das Murein-Lipoprotein (auch: Braun-Lipoprotein) kommt bei Gram-negativen Bakterien in großer Zahl als Membranmolekül vor. Es ist über kovalente Bindungen fest an die Mureinschicht gebunden, und mit seinem hydrophoben Kopf in der äußeren Membran verankert. Auf diese Weise verbindet es die äußere Membran mit der Mureinschicht und dient gleichzeitig als Abstandhalter, um den periplasmatischen Raum offen zu halten. Bei Gram-positiven Bakterien kommt es mangels äußerer Membran nicht vor.